# Grifone (mitologia)

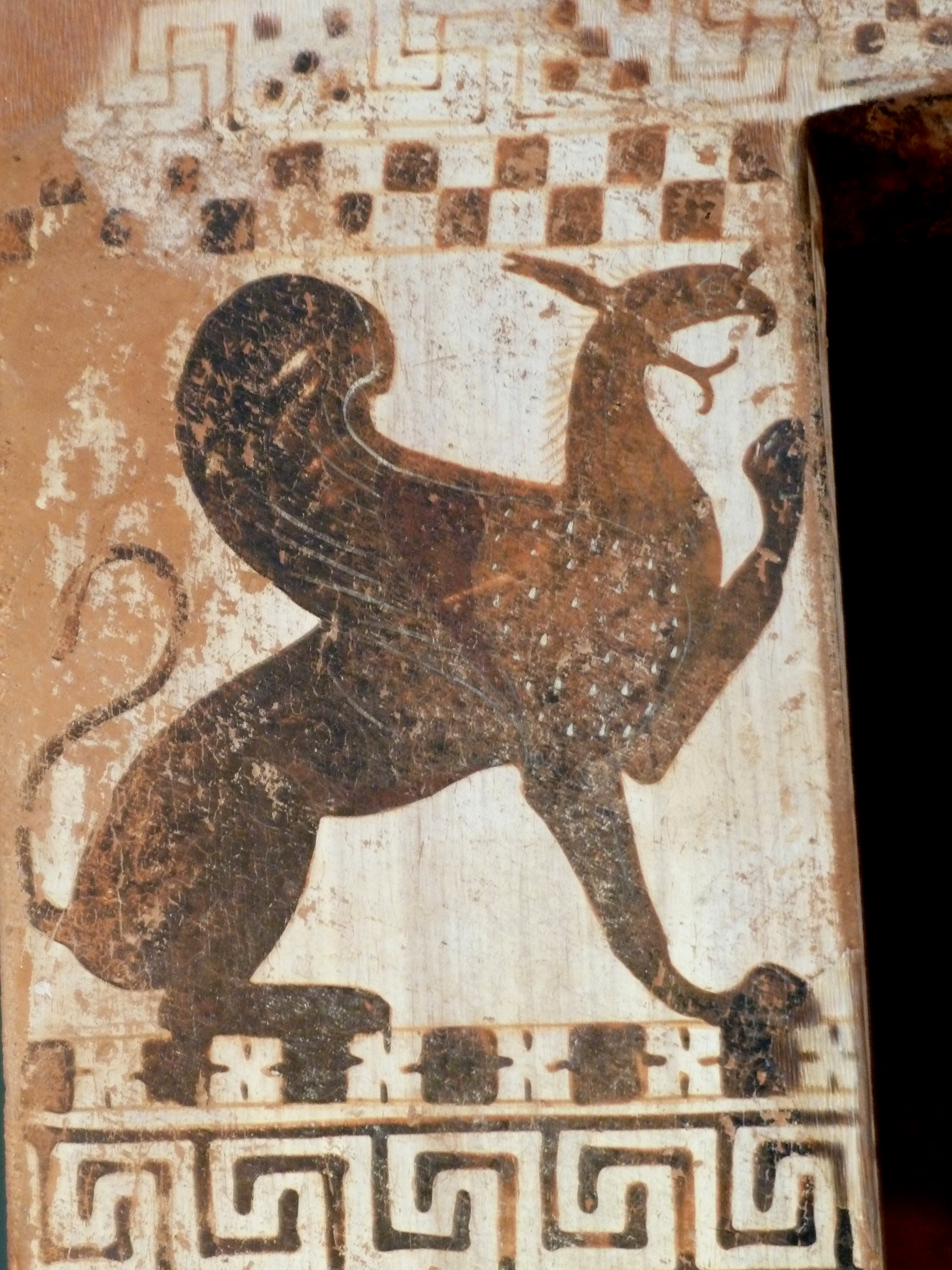
Grifone su un sarcofago del 480-470 a.C., Clazomene, Turchia

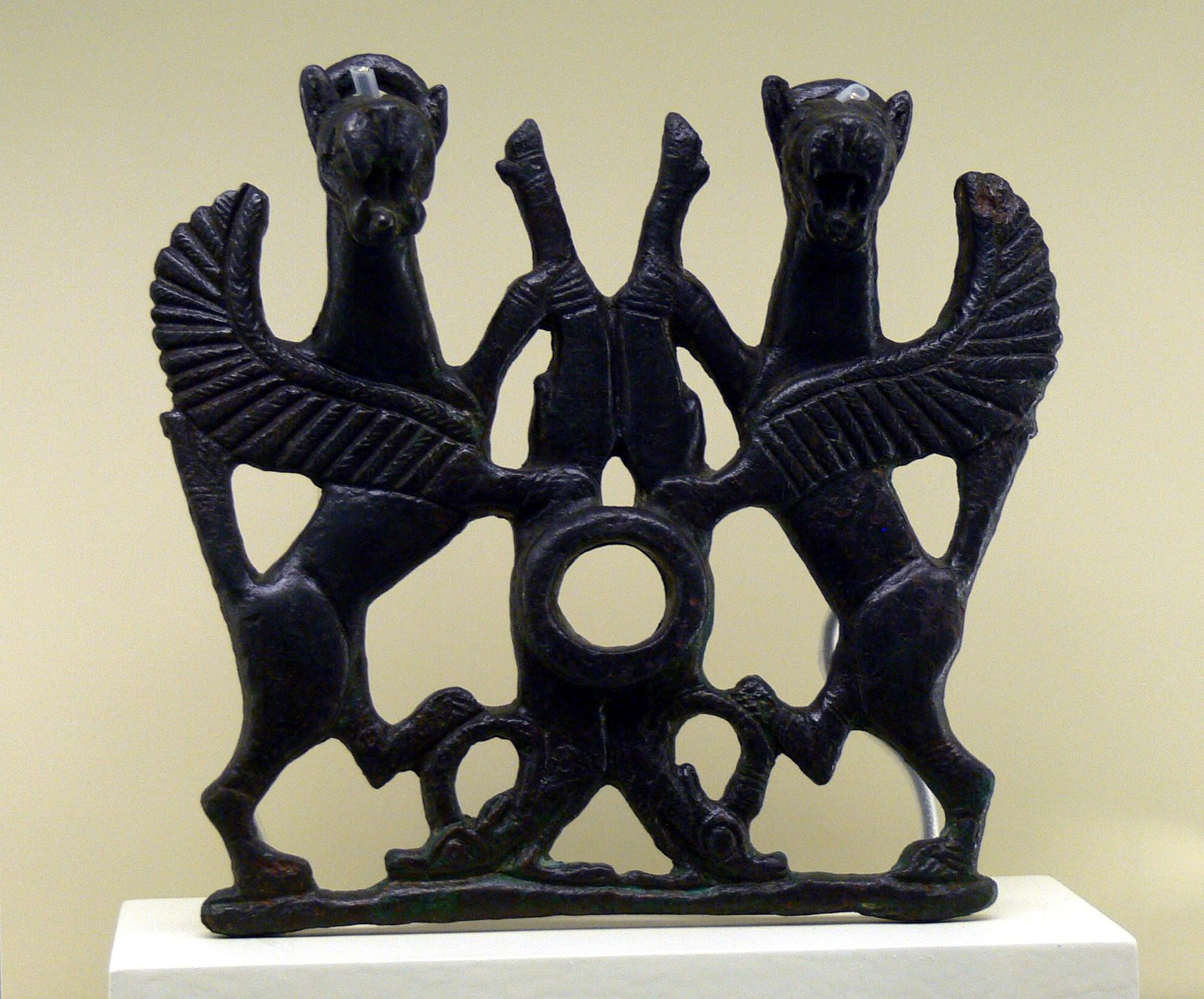
Rappresentazione di due grifoni del I millennio a.C., Luristan, Museo dell'Asia Anteriore, Berlino

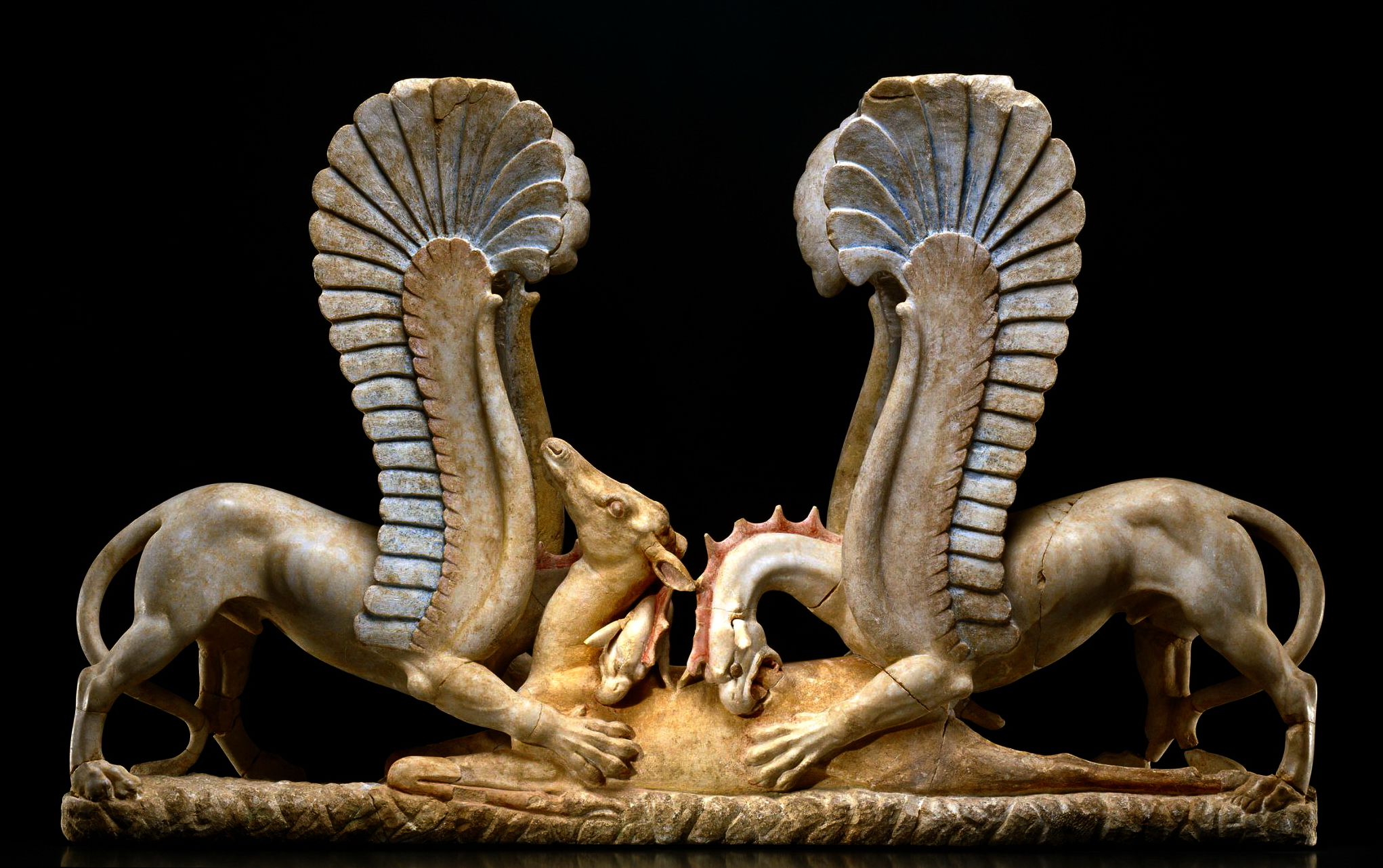
Trapezophoros con due grifoni che sbranano una cerva, Ascoli Satriano (FG)

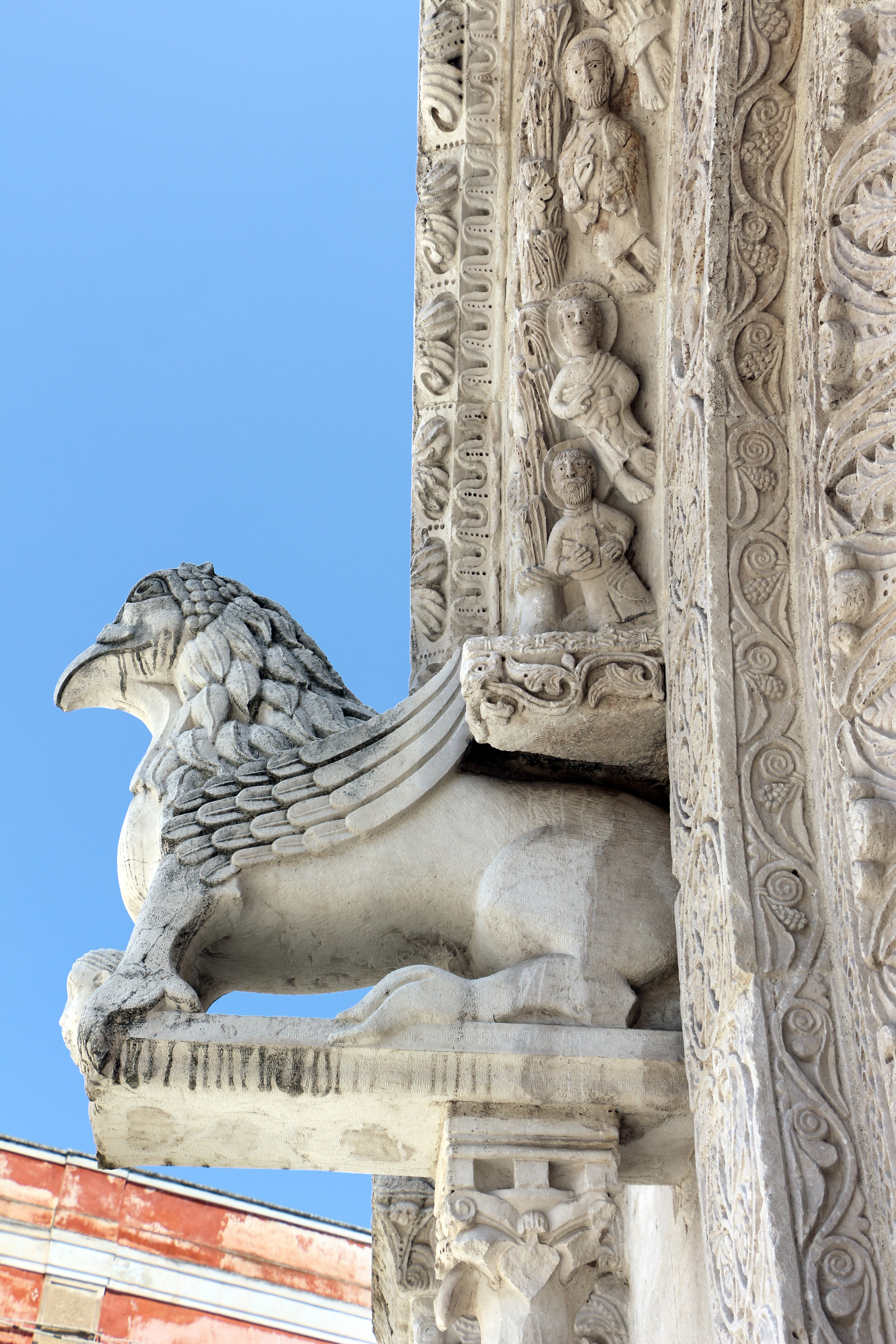
Mensola a forma di grifone, posta sul portale maggiore della concattedrale di Ruvo di Puglia (BA)

Il grifone è una creatura leggendaria con la testa, gli occhi, il becco e le ali d'aquila, il corpo, la coda e le zampe di leone.

## Origini

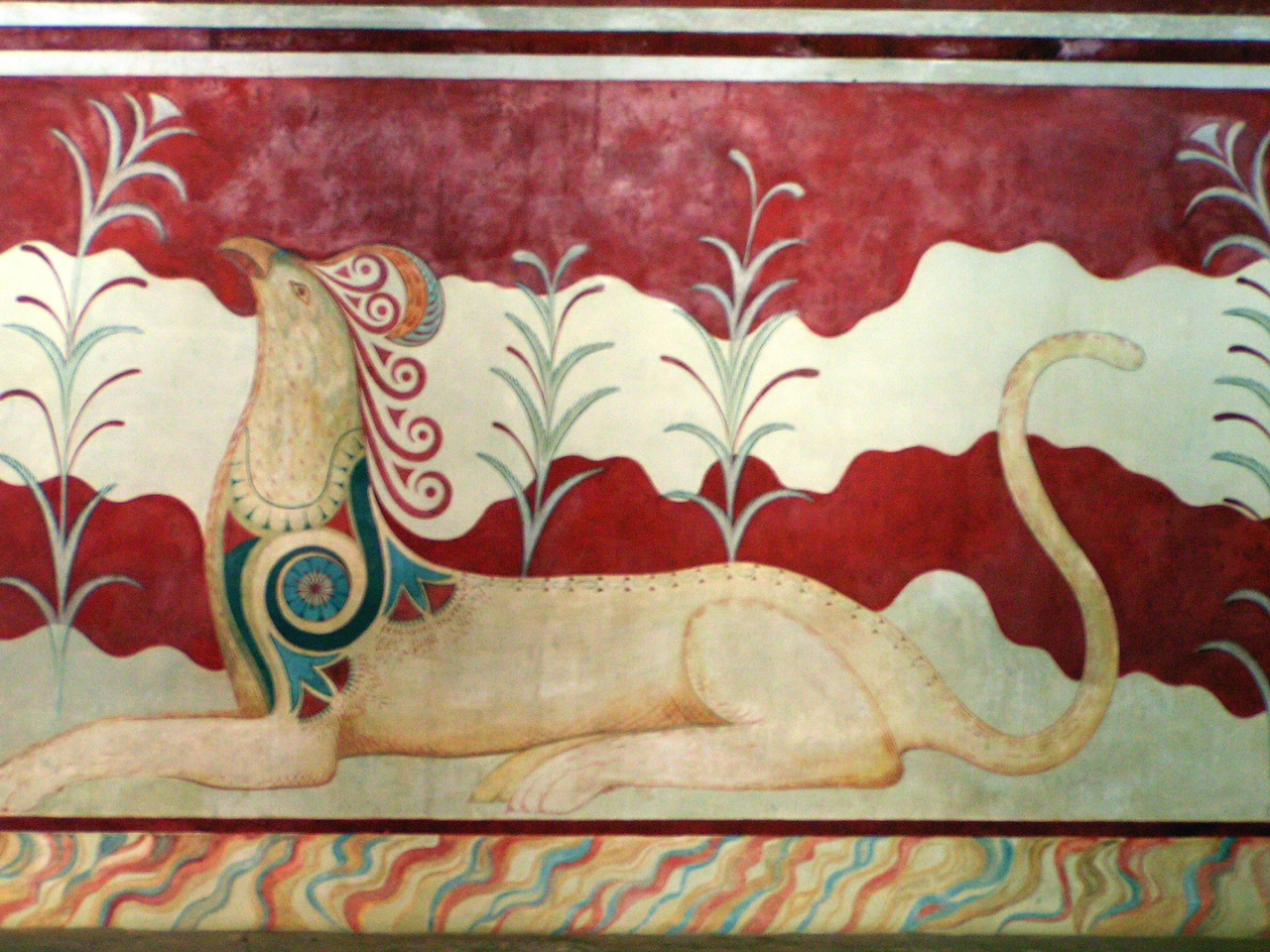
Affresco con Grifone nella sala del trono a Cnosso.

La maggiore frequenza di rappresentazione di questa creatura ibrida si riscontra nell'arte minoico/micenea e greca. Si trovano tuttavia alcune figure archetipe, o comunque correlabili ad essa, in diverse civiltà del Mediterraneo e dell'Asia Anteriore.
In Egitto, la più antica raffigurazione che può ricordare un grifone si può osservare sulla "tavolozza dei due cani", del periodo predinastico (5.500 - 3.100 a.C.), rinvenuta a Ieracompoli. Mentre non si hanno più sue rappresentazioni note per tutto l'Antico Regno, riappare in alcune tombe di alti ufficiali presso Beni Hasan e Bersheh nel Medio Regno.
Un altro possibile archetipo del grifone si potrebbe invece individuare nel terribile Anzû, personificazione del vento di tempesta e della pioggia, rappresentato o citato fin dal III millennio a.C. nei rilievi sumeri ritrovati presso Telloh, sebbene fosse rappresentato non con la testa di aquila, ma di leone. Un'altra creatura con una descrizione simile è Asakku, anch'esso spirito della tempesta, demone portatore delle malattie e delle infermità. Presso le mitologie mesopotamiche le creature costituite dall'unione di più animali rapaci, o con serpenti dragonici, erano solitamente forme daimoniche delle divinità regali e guerriere della fertilità, della pioggia e della tempesta, con cui si accompagnano in aspetto benevolo come esseri portatori di fertilità. Nel loro aspetto feroce, invece, possono essere o causare eventi nefasti come disastri naturali, siccità e diluvi.
Tale figura ibrida si diffuse lentamente nell'immaginario di diverse popolazioni, anche per via del sincretismo che caratterizzava le religioni dell'epoca, non senza però differenziarsi e adattarsi al contesto culturale e mitologico; ad esempio i grifoni della sala del trono di Cnosso, a Creta, si distinguono per essere privi di ali, per le piume voluminose che sovrastano il muso d'aquila e per il corpo da generico felino, più simile al leopardo che al leone. Nel complesso, erano abbastanza comuni nell'arte minoico/micenea.
Presso i Greci era legato al culto solare, rivestendo un ruolo di compagno-servo di Febo/Apollo. In uno dei miti greci i grifoni erano in eterna lotta contro il favoloso popolo settentrionale degli Arimaspi che tentano di rapire il tesoro di Apollo da essi custodito. Ad Atene la figura del grifone fu resa popolare anche per via della sua adozione quale simbolo da parte della dinastia achemenide. Celebri sono i due grifoni di Ascoli Satriano in marmo policromo, presumibilmente opera di un maestro della Daunia o magno greco apulo; questi sono raffigurati con grandi ali colorate e non da rapace, becco d'aquila, collo di serpente o comunque rettiliano, corpo di leone.
Trova una forma quasi definitiva nell'immaginario collettivo greco dopo il 400 a.C. con la diffusione di due opere, Le Storie (Ἰστορίαι, Historìai) di Erodoto di Alicarnasso (descritto come abitante dei monti tra gli Iperborei e gli Arimaspi, dove custodiva l'oro del Nord) e con La Storia della Persia (Περσικά) di Ctesia di Cnido.
bensì in molte grandi montagne disabitate a causa dei Grifoni.

Questi sono uccelli a quattro zampe grandi quanto i lupi,

le loro zampe e i loro artigli assomigliano a quelli di un leone;

le piume del loro petto sono rosse,

mentre quelle del resto del corpo sono nere.

Sebbene ci sia abbondanza di oro nelle montagne,

è difficile recuperarlo a causa di questi uccelli.»
(Ctesia di Cnido, La Storia della Persia)
Il grifone, in quanto unione tra animale terrestre e animale dei cieli, è stato usato nella cristianità medievale come simbolo della doppia natura, terrestre e divina, di Gesù Cristo.

## Aspetto
Molte illustrazioni rappresentano il grifone con le zampe anteriori da aquila, dotate di artigli, mentre le posteriori sono zampe da leone oppure tutte 4 zampe da leone. La sua testa da aquila ha orecchie molto allungate; queste sono a volte descritte come orecchie da leone ma anche da cavallo, a volte anche piumate. Stando ad alcuni autori, la coda sarebbe costituita da un serpente, paragonabile a quella della chimera.
Raramente è dipinto senza ali: nel Quattrocento, e anche più tardi, in araldica questa creatura veniva considerata un grifone maschio, a differenza delle femmine dotate di ali.

## Araldica

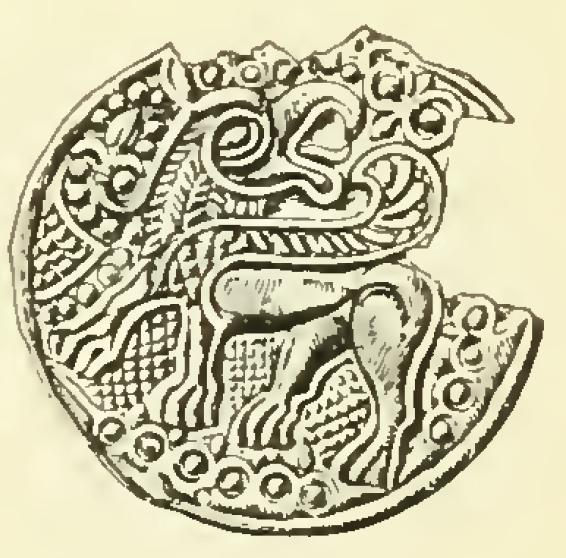
Grifone o Opinicus in una moneta tardo romana, British Museum

Il grifone come figura araldica chimerica simboleggia custodia e vigilanza. Inoltre, poiché riunisce l'animale dominante sulla terra, il leone, con quello dominante in cielo, l'aquila, il grifone simboleggia anche la perfezione e la potenza.
Se rappresentato con zampe anteriori leonine, è distinto come Opinicus.
Il Grifone è anche il simbolo delle città di Agnone, Arzignano, Genova, Grosseto e Perugia.

## Nella cultura di massa

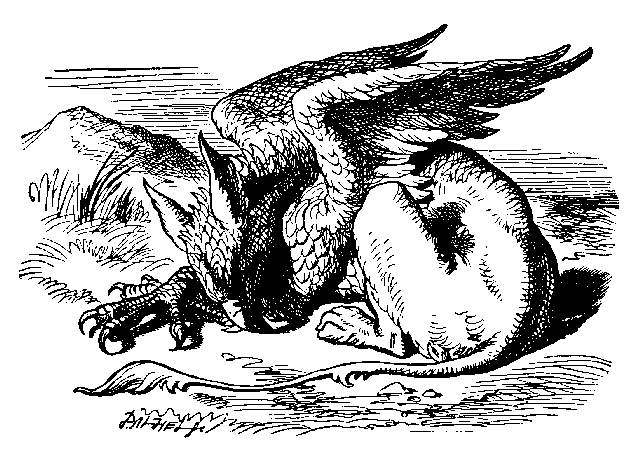
Illustrazione di Sir John Tenniel raffigurante un grifone per l'Alice nel Paese delle Meraviglie di Lewis Carroll

Benché sia molto meno famoso del drago, il grifone è comunque una figura molto presente nelle opere fantastiche della cultura di massa, nella letteratura di genere, nel mondo dei videogiochi e dei giochi di ruolo, dove mantiene l'aspetto tradizionale.

### Nella letteratura
Il grifone è l'animale che traina il carro di Dante Alighieri nel Purgatorio - Canto ventinovesimo vv. 88-120 dove è simbolo della doppia natura umana e divina di Cristo; tale figura è ampiamente utilizzata nella letteratura persiana come nelle poesie di Gialal al-Din Rumi e ha contribuito nella costituzione del mito di Homa.
Il grifone è descritto da Lucio Flavio Filostrato in Vita di Apollonio di Tiana del III secolo d.C., da Marco Polo nel capitolo 186 de Il milione del XIII secolo, ne I viaggi di Mandeville del secolo successivo, da John Milton in Paradiso perduto del 1667 e infine, ha un ruolo primario in L'uccello grifone, una delle Fiabe del focolare raccolte dai fratelli Grimm.